# Исак Контостефан
Исак Контостефан (познат између 1080—1108. године) из породице Контостефана био је велики византијски војвода (адмирал) за време владавине Алексија I Комнина и учествовао је у операцијама против Нормана, али без успеха.

## Биографија
Први пут се у изворима појављује 1080. године, током царевог похода против побуњеника Никифора Мелиса. Током похода пао је са коња и био би заробљен од стране Мелисових турских савезника да га није спасио Георгије Палеолог. Следећи пут се помиње 1094. године, где са титулом протоновелисимус учествује у синоду у Влахерни.
Године 1105, Исак је постао велики војвода (адмирал) византијске флоте: Алексије I, очекујући инвазију Нормана под Боемундом, принцом од Таранта, именовао га је за великог војводу, наследника Ландулфа и послао га у Драч да пресретне Нормане. Међутим, самоиницијативно је напао Отранто (Хидрунда), који је бранила Боемундова сестра, Ема од Отвила. Иако је имао снаге да јуришом заузме град, упустио се у преговоре са Емом, која их је наставила све док није стигла норманска појачања. У борби са придошлицама је поражен и приморан да се повуче на супротну обалу, где је Авлону направио својом базом и почео да патролира Отрантским вратима. Када су његови војници сазнали да се Боемундова војска спрема да пређе мореуз, успаничени су побегли у Химару, а Исак није могао да успостави ред.
После Боемундовог искрцавања, Алексије | је задужио Исака да спречи снабдевање Нормана, али и томе није успео. Ландулф је послао писма цару, описујући Исакову немоћ. Затим га је Алексије | отпустио у лето 1108. и заменио га са Маријаном Маврокатакалоном.

## Породица
Исак је родоначелник најважније гране Контостефана, који су се истакли у 12. веку, кроз мешовите браковиме са Комнинима, војводама, Анђелима, и другим аристократским породицама. Они су првенствено служили као војни команданти. Исак је имао децу:
- Стефан, 1107—1149, веома поштован, велики војвода (адмирал). Присталица Манојла | Комнина, погинуо је у опсади Крфа. Оженио се Аном Комненом, ћерком Јована II Комнина.[10]
- Андроник је био познат 1125—1156. године, борио се у Антиохији против Ремона од Поатјеа. Оженио се Теодором Комненом, ћерком Адријана Комнина, сина севастократора Исака Комнина[11][12]
- Јован, велики војвода (адмирал) 1186. године, под Исаком II Анђелом.[9]
- Алексије, војвода од Драча 1140. године.[9]